# 对河南的地域歧视
本文列出中国大陆对河南的地域歧视现象。

## 历史
河南地处中原，受传统文化的影响，古代对其的评价相对正面，例如“中州俗淳厚质直，有古风，虽一时好刚，而可以义感。语言少有诡诈，一斥破之，则愧汗而不敢强辩”。清代、民国时期对中原风俗也持相同的看法。针对河南的大规模妖魔化始于20世纪90年代中期的河南血祸，之后针对河南的地域歧视开始明确化。有工厂曾明确注明“河南籍员工已招满”，深圳一地方派出所直接在街上佈告出所谓“堅決打擊河南籍敲诈勒索团伙”的警示横幅。社會上還流傳「沒有河南人，就沒有防盜門」的流行語，一些人對河南人的印象是「偷井蓋的」、「賣血的」、「收破爛的」。

## 成因
从政治层面上讲，在中国大陸，由于省域作为集权制中央政府行政区划的地理单元，而非獨立完備的教育、立法、政治、語言、文化、信仰等功能、權力和精神的结构、實體或組織，以此为单位和尺度的認識在某些自然屬性及相關統計學特徵等范疇外并不具备確定、客观的認知和推論价值。与其他歧视现象一样，以偏概全、区别对待的逻辑基础同样不堪一提。然而由于人类社会存在之对语言对语词的依賴，人类概念化的认知形式、本质主义的思维方式等等被不当使用时可能引发的混乱认识和错误观念使得由此产生的这一既存定势在一段时期内难以彻底拔除。现实和有价值的问题是该现象之所以發生的背景因素和前提条件，以及社会对该现象的调节控制能力。虽然河南地区人口众多，但相较于四周接受河南移民的所有省份，话语权处于弱势地位。有论者分析有关现象的原因，综述如下：

### 经济文化衰落、战乱灾荒移民
近代以来中原地区丧失古代的经济文化中心地位，由于外敌入侵、战乱和黄河泛滥等原因，社会经济饱受摧残，典型的如二十世纪三四十年代严重持续的蝗旱涝灾。由于当时战乱期间政府為阻擋日軍人為掘開黃河鄭州花園口段河堤，致使黃泛區及中原官话區范圍內大规模难民流离失所，并向西北地区或他处移民。類似地，現當代歷史上蘇北一带的難民在蘇南及上海等地遭遇的偏見同樣基于相似的緣由。据推断，针对该地域持续、规模性的偏见大约始于这些地区。（80年代以前交通不便，江浙的河南移民的比例極少）明、清及至民国时期，并未见有对该地区的系统性偏见；而明代持“地理环境决定论”的王士性认为，这一地域“俗淳厚质直”。

### 血浆经济曾造成艾滋病疫情泛滥
高耀洁医生率先披露该省局部农村地区的由政府卫生部门制售贩卖血制品牟利导致的农民卖血感染艾滋病现象。此事被一些人夸大为“河南问题”。但高耀洁等随后指出，此问题在大陆绝大多数省区市农村普遍存在，高耀洁指出由于卖血和输血导致艾滋病的感染，这绝对不是个例。同样，这也不是河南一个省的问题，只是因为河南出了个高耀洁，把河南的盖子揭开了，其他省份，比河南更加严重的比比皆是。在九十年代中期，很多河南农民都是跑到那里（外省）去卖血的。黑龙江北安农场医院曾因非法采血，致使一个卖血者感染了19个。吉林省德惠市一个姓宋的艾滋病感染者，在一年半的时间内，连续到政府血站卖血17次，造成21个人感染艾滋病。

### 受累于改革开放体制下的不公
二十世纪八十年代以来，国家资源高度垄断，政策倾斜投入北上广深地区，中西部地区没有政策的支持，人才外流空心化，多年来经济发展迟缓，滞后是根本原因。改革开放后经济、文化发展失衡，更与现行制度下地区间不平等的社会经济、政治环境有关——该省长期被国家发展战略定位为“确保农业基础”，开放程度在中部六省最低，2006年末的数据显示相关开放指数仅为2%，远远低于国内平均水平。同样，该省人口基数居全国之首，而平均国民生产总值较低、人均资源占有较少、高等教育落后、外出打工的农民工多而中产阶层和文化阶层比例相对较小。中國作為世界上極少數實行戶籍制管理人口的國家，城鄉身份的二元劃分以及部分民眾或企業以籍貫論人行事的做法，使得輸出大量農民工的該省之農民不時處于不公或被歧視的境況。而在社會公共權益方面，以高等教育為例，國家以省域劃分、配置和限制公共教育資源使得該地域在內的一些地區民眾在權利上遭受實質性的損害，是近年被廣泛批評和詬病的來自官方的歧視現象。例如，中國社科院哲學學者徐友渔批評指出：“北京考生考上北大的概率是河南的60倍，贵州的34倍”。而相應管理部門的不作為，被認為在很大程度上是既得利益者對現狀的維護。

### 中国媒体渲染
新興大众传媒专门针对该地域此类现象以及相关议题的挖掘，整理并炒作、对“原阳大米”事件的不问究理和选择性关注态度、未有事实依据的“集体行讨”报道、“苏丹红”事件前期的轻率结论；涉嫌商业竞争而捏造的“有毒面粉”纠纷、域外冒名的商业造假风波等等媒体制造的系列恶性事件和不当行为使得该地域作为抽象概念与具体形象在大众认知、心理中被广泛、深远地误导和传播。
相关现象暴露和折射出大陆体制和社会存在的严重腐败、普遍造假现象；部分媒體功利媚俗的心態、以及道德質素和管理水準較為低下的現狀；同时該現象反映出普通民众对政府对社会作为强大政治对象强烈不满又无能为力转而发泄怨恨于特定目标的敌视情绪。由於部分媒體對發行量、網站對點擊率和人氣的片面追求，來自該地區的負面新聞幾乎總會以更高的幾率以刻意或者誇張的方式向讀者報導。而在某些大型門戶網站如網易、騰訊、凤凰网（2009年至今几乎天天都会炒作河南的负面新闻）等新聞版面或推送消息中經常會有該地區的醜聞被推薦在顯要位置，甚至更有將其他省份的負面資訊篡改，冠以“河南”加以推介。對此，省內的媒體部分的論壇不時會有網民對於不實報導和不道德媒體的討論、譴責。

### 受中国沙文主义、集体主义影响
中国传统社会所依赖和仰仗的群族觀念與部落意识根深蒂固，这种意识倾向于以内部的血缘、宗族关系和外部的社会、政治身份甚至是某些偶然的群族属性来认识和标签人的本质。古有“九族”、“诛连”之理，当代大陆的身份政治更是变本加厉，中华人民共和国成立以后来自官方的各种“身份歧视”层出不穷。另外由于官方长期推行強烈意识形态化的“階級鬥爭”思維、“集体主义”宣傳以及“爱国主义”教育，而“教育”本身培养人的认识能力、批判意識和人文精神的功能严重缺失，容易導致個體的權利、價值與尊嚴被忽視甚至踐踏，并造成盲目的“自我”中心的歌功頌德、以鄰為壑的“沙文主义”；而将“非我”“他者化”乃至“妖魔化”的集体无意识，凡此种种强化甚至造就了地域歧视所依赖的心理基础与社会环境。
相应地，民众心智不成熟，缺乏现代化社会以为基础的“公民”意识，而地域意识与地域歧视正是传统“私民社会”和小农意识的反映和结果。类似地，“南人”、“北人”之争在历史上在现实里同样源远流长绵延不绝。鉴于此类偏见也在不少中、高等教育人群中附和与散播，有分析认为大陆教育缺乏培养民众尊重他人、言行负责、独立思考、理性辨识和审辩式思维能力。
心理学家荣格的集体无意识理论、政治学家詹姆斯·Q·威尔逊的破窗效应理论等可以为该现象做解。这一现象同时也为研究大众传播和歧视现象的专家、学者所研究、关注。

## 司法诉讼
在首例地域歧视案中，互聯網门户網站網易于2006年2月设计、制作了题为《任诚宇、李东照河南人名誉卫士》的专题网页并引用了上海新聞晚報歪曲、捏造的侮辱、歧視性報道。李东照在浏览之后认为，“网易公司持有偏见，以失真、捏造、歧视性、攻击性的旧闻为素材，网页上带有大量侮辱性言词，其行为侵犯了自己的生存健康”，因此将具有代表性的網易等媒體告上法庭。2008年6月18日，北京市崇文区法院受理了此案。不过现在网易在填写评论的窗口旁增加了“文明社会，从理性发贴开始。谢绝地域攻击。”的提示。

## 反应
针对种种不客观、非理智的言行，该省媒体以及各界人士曾经力图分析、澄清乃至诉诸法律，如马说等编写了《河南人惹谁了》一书、河南律师任誠宇、李東照起诉深圳警方歧视性标语并最终被调解撤诉、李東照起訴互聯網媒體網易傳媒歧視等等。近年地方政府部门也在著力提升该省的整体形象，曾经启动了一些“形象优化工程”，起到了一些改观。分析者们普遍认为，解决这一问题的根本在于民众“公民意识”的觉醒、社会“法治”精神的健全以及中央政府政治經濟等傾斜性發展政策的平衡與平等。而就大陆目前的管理体制、政策现状以及人文環境，该现象几乎不可能单独地被人为改善。例如，“地域歧视案”由于受到被告方的派出所所归属的“上級”的干预而最终被“调解”撤诉，使得希望藉由此案推动法治进步的学者们希望落空。

## 扩展阅读
- 《河南人惹谁了》，马说，海南出版社，2002-03-01